# Пірати Карибського моря (гра)
Пірати Карибського моря (англ. Pirates of the Caribbean) — відеогра компанії Акелла, що вийшла в 2003 році. Гра стала першою російською грою, розробленою за ліцензією на голлівудський бестселер («Пірати Карибського моря»).

## Сюжет
Усі події в грі лише опосередковано пов'язані з однойменним фільмом.
Після шторму корабель головного героя (Натаніель Хаук) прибуває в англійську колонію «Оксбей». Там необхідно заробити гроші, полагодити корабель, продати товари і найняти матросів. Як тільки герой вийде в море, колонію захопить французький флот. Натаніель пливе на Редмонд, де доповідає губернатору про те, що сталося. Губернатор наказує йому розвідати обстановку в захопленому місті. Прибувши туди, герой заходить до таверни, розмовляє з офіцером, споює його і веде в джунглі. Від офіцера Натаніель дізнається, що до французів незабаром повинні прибути підкріплення і амуніція. Герой вирушає в Редмонд і доповідає про все губернатору. Отримавши скромну винагороду, Натаніель відправляється в Фалєєв де Фльор (там знаходиться барк зі спорядженням для французів). Пізніше він його топить. Закінчивши з протистоянням французам, Натаніель починає виконувати інші завдання для губернатора. Пізніше Натаніель дізнається, що губернатор Редмондом використовував його у своїх корисливих цілях. Тоді він зраджує губернатора, оголошує себе піратом і сюжет від завдань губернатора переходить на пошук скарбів і подорожей по храму інків. У храмі інків йому доведеться битися з живими скелетами, знайти таємничий артефакт, який допоможе йому впоратися з Чорною перлиною. Наприкінці герой битиметься з нею. Крім основного квесту пошуків скарбів, виконання завдань губернатора, в грі є багато додаткових квестів:
- Допомогу церкві (виправдання невинного священика в колонії Грінфорд, супровід кораблів, доставка таємничих листів, боротьба з сатанинськими сектами.
- Пошуки викрадених дітей (квест пов'язаний з боротьбою із сатаністами)
- Спасіння дочки Тофф (На Дувезене, в таверні сидить чоловік у якого викрав дочку один корсар, повернувши дочку цій людині, можна отримати шаблю Ніколаса Шарпа.
- У грі також багато інших квестів.

## Геймплей
Світ Піратів Карибського моря сповнений романтики та пригод. Грі можна присвятити багато годин вільного часу. Головний герой у грі один — Натаніель Хаук. Протягом гри він здатний розвиватися. При досягненні порогу досвіду, гравець може вибрати будь-яку характеристику або спроможність та покращити її. Холодної зброї в грі багато, але її вага або зовнішній вигляд ніяк не впливають на фехтування. Тому брати клинки можна за зрозумілим властивості. Кораблі в грі досить сильно відрізняються від реальних аналогів. Найслабший корабель — тартана, найпотужніший — Мановар. Протягом гри герою можуть траплятися багато предметів. В основному це коштовності або індіанське начиння. Вони не мають вагу і не впливають на характеристики героя, але їх можна продавати. Бій на шаблях досить захоплюючий, хоча і простий. Він представляє з себе блок, випади і відскок. Вогнепальна зброя бідно. Її застосування пострілом і перезарядженням. Морські баталії дуже реалістичні (рвуться вітрила, ламаються щогли, виникають пожежі на судні, пробоїни і тощо.) Абордаж в грі, в залежності від типу судна, ділиться на локації, де героєві належить жорстока сутичка з супротивниками і обшук скринь капітана. З персонажами гри відбувається діалог, при якому завдання гравця вибрати ту чи іншу репліку.

## Персонажі
- Натаніель Хаук — головний герой. Спочатку капітан корабля «Меркурій». Стає свідком захоплення Оксбея.
- Малькольм — перший помічник Натаніеля. На самому початку гри залишається в Оксбеї. Завжди готовий допомогти порадою або в бою.
- Найджел Блайт — досвідчений пірат. Може приєднатися до команди Натаніеля за 3000 золотих. Знаходиться на Кебрадас Костілас, моторошний пройдисвіт, який дасть розвитку ряду квестів.
- Даніель Грін — піратка. У минулому — суперниця Натаніеля. Можливо, що до нього вона небайдужа. Вперше зустрічається на Редмонді, де вбивають її помічника. Пізніше приєднується до Натаніель.
- Губернатор Крістофер Роберт Сайлхард — губернатор Редмондом. Намагається конфіскувати корабель Натаніеля, але тут же пропонує йому служити Англії. Знає про скарб. Підсилає вбивць до Даніель, але помилково Натаніель потрапляє у в'язницю, звідки вибирається через кілька годин (завдяки Сайлхарду). Один із антагоністів гри.
- Рауль Реймс — колишній англійський шпигун. Зрадник, який перейшов на бік французів. Вбитий Даніелем у своєму будинку в джунглях Дувезена. Знав про скарб, про що й розповів Даніель перед смертю.
- Рис Блум — моряк. Може приєднається до Натаніель. Списаний на сушу за те, що заступився за офіціантку і вдарив капітана. Знаходиться в порту Редмонда.
- Артуа Вуазен — Пірат. Його капітан звинуватив його в тому, що через нього команда втратила цінний вантаж, намагається вбити його. Можна його взяти собі в офіцери. Пізніше розповість про місце зі скарбом в якому лежить 50 000 золота.
- Клемент Аурентіус — Людина — вчений, якого врятує Натаніель від смерті. Незабаром потрапить в команду Натаніеля як офіцер, коли Даніель і Натаніель зберуться на Каель Роа.

## Локації
Світ гри побудований з безлічі окремих елементів — локацій. Це будинки, джунглі, пляжі, трюми кораблів і багато іншого.

### Острови та міста
- Оксбей (англ. Oxbay) — острів, що належить англійської колонії. Був захоплений Францією.
- Редмонд (англ. Redmond) — острів, що належить англійської колонії. Губернатором є Крістофер Роберт Сайлхард.
- Дувезен (англ. Douwesen) — острів, який належить голландській колонії. Губернатором є Рейнард Грюневельдт.
- Ісла Муелье (англ. Isla Muelle) — острів, що належить іспанській колонії. Губернатором є Крістофер Мануель де Аленсар.
- Грінфорд (англ. Greenford) — місто, що знаходиться на острові Оксбей. Належить англійської колонії.
- Консейсао (англ. Conceicao) — острів, який належить португальській колонії. Губернатором є Жасінто Арчибальд Баррето.
- Фалєєв де Флер (англ. Falaise de Fleur) — острів, що належить французькій колонії. Губернатором є Жозеф ле Моліна.
- Кебрадас Костіллас (англ. Quebradas Costillas) — острів, що належить піратам. Губернатором є Ізенбрандт Юрксен.
- Каель Роа (англ. Khael Roa) — острів, на північному заході від острова ОКСБ, де знаходиться храм інків.

### Інші локації
- Піратський форт — місто, що знаходиться на Дувезене.
- Лігво контрабандистів — місто, що знаходиться в джунглях Консейсао.
- Дивний будинок — будинок, який знаходиться на Квебрадас Костіллас.
- Табір сатаністів — печера на пляжі Ісла Муелье.
- Будинок у джунглях — будинок на Дувезене, де жив Рауль Реймс.